# WWA World Heavyweight Championship (Los Angeles)
Il WWA World Heavyweight Championship è stato un titolo di wrestling promosso dalla federazione Worldwide Wrestling Associates, per la quale era il massimo riconoscimento.
Il titolo è stato attivo dal 1957, anno in cui nacque dal NWA World Heavyweight Championship, fino al 1968, quando la federazione rientrò sotto la National Wrestling Alliance cambiando nome in NWA Hollywood.

## Storia
Inizialmente il territorio di Los Angeles, affiliato alla NWA, era noto come North American Wrestling Alliance (NAWA). Quando Édouard Carpentier sconfisse Lou Thesz per il NWA World Heavyweight Championship, la NWA non riconobbe il campio di titolo, ma alcuni territori, tra cui la stessa Los Angeles, continuarono a riconoscere Carpentier come campione. La NAWA, che contestualmente lasciò la NWA e cambiò nome in Worldwide Wrestling Associates, diede così vita alla sua versione del titolo mondiale, il WWA World Heavyweight Championship, riconoscendo Carpentier come campione inaugurale.
Il titolo conobbe a sua volta una divisione, quando il 22 luglio 1964 Dick the Bruiser non riconobbe la sua sconfitta contro The Destroyer, continuando a considerarsi il vero campione WWA e dando vita alla World Wrestling Association e alla sua versione, definita di Indianapolis, del WWA World Heavyweight Championship.
Il 1º ottobre 1968 la WWA entrò nuovamente nella NWA, cambiando in seguito il suo nome in NWA Hollywood, e il titolo fu unificato nuovamente all'interno del NWA World Heavyweight Championship.

## Albo d'oro
| Legenda  |                                                                               |
| -------- | ----------------------------------------------------------------------------- |
| #        | Indica il numero del regno titolato                                           |
| Regno    | Viene indicato il numero del regno del campione                               |
| Data     | La data in cui il titolo è stato vinto                                        |
| Località | Indica il luogo in cui il titolo è stato vinto                                |
| Note     | Indica notizie particolari riguardanti i cambi di titolo o altre informazioni |

| #  | Campione           | Regno | Data              | Giorni | Località                | Evento     | Note | Fonti |
| -- | ------------------ | ----- | ----------------- | ------ | ----------------------- | ---------- | --- | ----- |
| 1  | Édouard Carpentier | 1     | 14 giugno 1957    | 1.459  | Chicago, Illinois       | House show | Carpentier sconfisse Lou Thesz per il NWA World Heavyweight Championship. Thesz vinse la rivincita, ma la NAWA/WWA non riconobbe il cambio di titolo e diede vita al WWA World Heavyweight Championship, riconoscendo Carpentier come campione inaugurale.                                                                                          |       |
| 2  | Freddie Blassie    | 1     | 12 giugno 1961    | 289    | Los Angeles, California | House show | Blassie vinse il titolo a tavolino quando Carpentier fu dichiarato non in grado di proseguire con la terza caduta. |       |
| 3  | Rikidōzan          | 1     | 28 marzo 1962     | 119    | Los Angeles, California | House show | |       |
| 4  | Freddie Blassie    | 2     | 25 luglio 1962    | 2      | Los Angeles, California | House show | |       |
| 5  | The Destroyer      | 1     | 27 luglio 1962    | 287    | San Diego, California   | House show | |       |
| 6  | Freddie Blassie    | 3     | 10 maggio 1963    | 105    | Los Angeles, California | House show | |       |
| 7  | Bearcat Wright     | 1     | 23 agosto 1963    | 115    | Los Angeles, California | House show | |       |
| 8  | Édouard Carpentier | 2     | 16 dicembre 1963  | 45     | Indio, California       | House show | |       |
| 9  | Freddie Blassie    | 4     | 30 gennaio 1964   | 83     | Los Angeles, California | House show | |       |
| 10 | Dick the Bruiser   | 1     | 22 aprile 1964    | 91     | Los Angeles, California | House show | |       |
| 11 | The Destroyer      | 2     | 22 luglio 1964    | 50     | Los Angeles, California | House show | Dick the Bruiser non riconobbe il cambio di titolo, creando la World Wrestling Association e la sua versione del WWA World Heavyweight Championship. |       |
| 12 | Bob Ellis          | 1     | 10 settembre 1964 | 64     | Los Angeles, California | House show | |       |
| 13 | The Destroyer      | 3     | 13 novembre 1964  | 119    | San Diego, California   | House show | |       |
| †  | Toyonobori         | —     | 12 dicembre 1964  | —      | —                       | —          | Toyonobori sconfisse The Destroyer in un evento della Japanese Wrestling Association, ma il cambio di titolo non fu riconosciuto dalla WWA. La JWA, tuttavia, continuò a riconoscere Toyonobori come campione finché questi non perse contro Luke Graham, allora campione WWA.                                                                      |       |
| 14 | Pedro Morales      | 1     | 12 marzo 1965     | 133    | Los Angeles, California | House show | Sconfiggendo The Destroyer |       |
| 15 | Luke Graham        | 1     | 23 luglio 1965    | 86     | Los Angeles, California | House show | Graham sconfisse Toyonobori, riconosciuto come campione dalla JWA, il 20 settembre 1965 per terminare la disputa sul campione legittimo. |       |
| 16 | Pedro Morales      | 2     | 17 ottobre 1965   | 292    | Los Angeles, California | House show | |       |
| 17 | Buddy Austin       | 1     | 5 agosto 1966     | 28     | Los Angeles, California | House show | |       |
| 18 | Bobo Brazil        | 1     | 2 settembre 1966  | 14     | Los Angeles, California | House show | |       |
| 19 | Buddy Austin       | 2     | 16 settembre 1966 | 28     | Los Angeles, California | House show | |       |
| 20 | Lou Thesz          | 1     | 14 ottobre 1966   | 14     | Los Angeles, California | House show | |       |
| 21 | Mark Lewin         | 1     | 28 ottobre 1966   | 193    | Los Angeles, California | House show | |       |
| 22 | Kim II             | 1     | 9 maggio 1967     | 66     | Seul, Corea del Sud     | House show | |       |
| 23 | Mike DiBiase       | 1     | 14 luglio 1967    | 42     | Los Angeles, California | House show | |       |
| 24 | Buddy Austin       | 3     | 25 agosto 1967    | 140    | Los Angeles, California | House show | |       |
| 25 | Bobo Brazil        | 2     | 12 gennaio 1968   | 341    | Los Angeles, California | House show | Il 1º ottobre 1968 la WWA si affiliò alla NWA. Per determinare un unico campione, Brazil tenne un incontro di unificazione contro Gene Kiniski, allora detentore del NWA World Heavyweight Championship, il 18 dicembre 1968. Nonostante il pareggio, Kiniski fu riconosciuto come campione e il titolo WWA fu unificato all'interno di quello NWA. |       |
| —  | Disattivato        | —     | 18 dicembre 1968  | —      | —                       | —          | Unificato all'interno del NWA World Heavyweight Championship. |       |